# 사파이어 테크놀로지
사파이어 테크놀로지(Sapphire Technology, 중국어: 藍寶科技, 람보 테크놀로지)는 홍콩(Hong Kong)에 본사를 둔 컴퓨터 하드웨어 기업으로, 2001년에 설립되었으며 PC용 그래픽 카드, 워크스테이션용 그래픽 카드, 메인보드, TV 튜너 카드, 디지털 오디오 플레이어, LCD TV 등을 생산하고 있다.
사파이어의 제품은 AMD 그래픽 처리 장치와 ATI 및 인텔 메인보드 칩셋 기술을 기반으로 한다. 세계에서 가장 큰 AMD 기반 비디오 카드 공급업체이기도 하다.
HDMI 커넥터가 있는 비디오 카드를 출시한 최초의 회사였다.
어토믹 에디션 (Atomic Edition) HD 4890을 출시하면서 클락 속도가 1000MHz (1GHz)인 그래픽 카드를 출시한 최초의 회사다.

## 제조 시설
2007년 현재 사파이어는 중국 동관에 두 개의 ISO 9001 및 ISO 14001 인증 제조 시설을 보유하고 있으며, 월 180만 장의 그래픽 카드 생산 능력을 갖추고 있다.
제조 시설의 면적은 2005년 5월 기준으로 16개의 독립 생산라인이 약 250,000m2를 사용하고 있다.

### 제조 공정

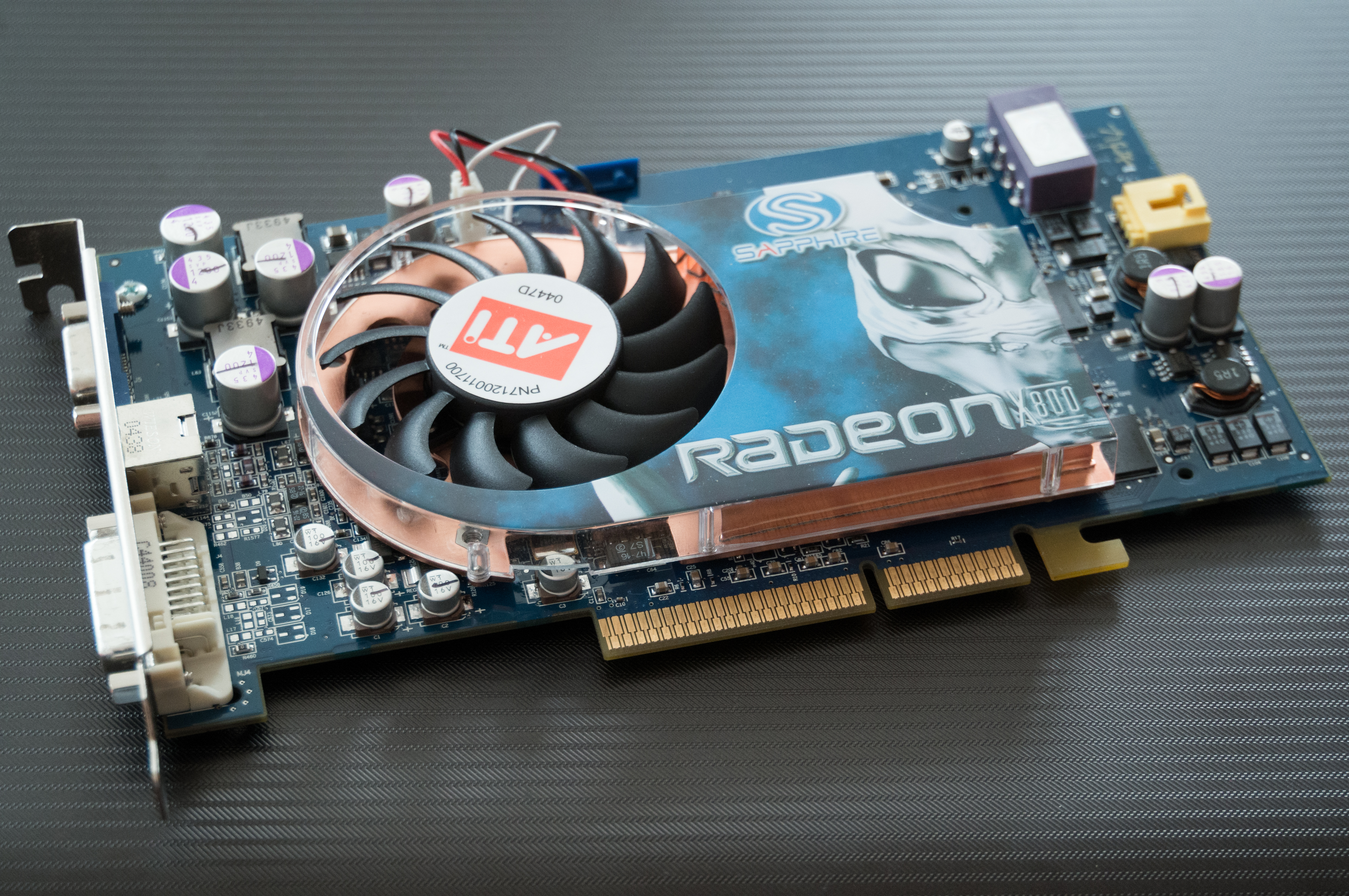
사파이어 라데온 X800 Pro

사파이어는 외부 계약자로부터 인쇄회로기판(PCB)을 구입하지만, PCB 위에 부품을 올려놓고 공장으로 다시 되돌려 보낸다. AMD의 그래픽 카드는 역사적으로 제품에 사용되었다.

## 사진

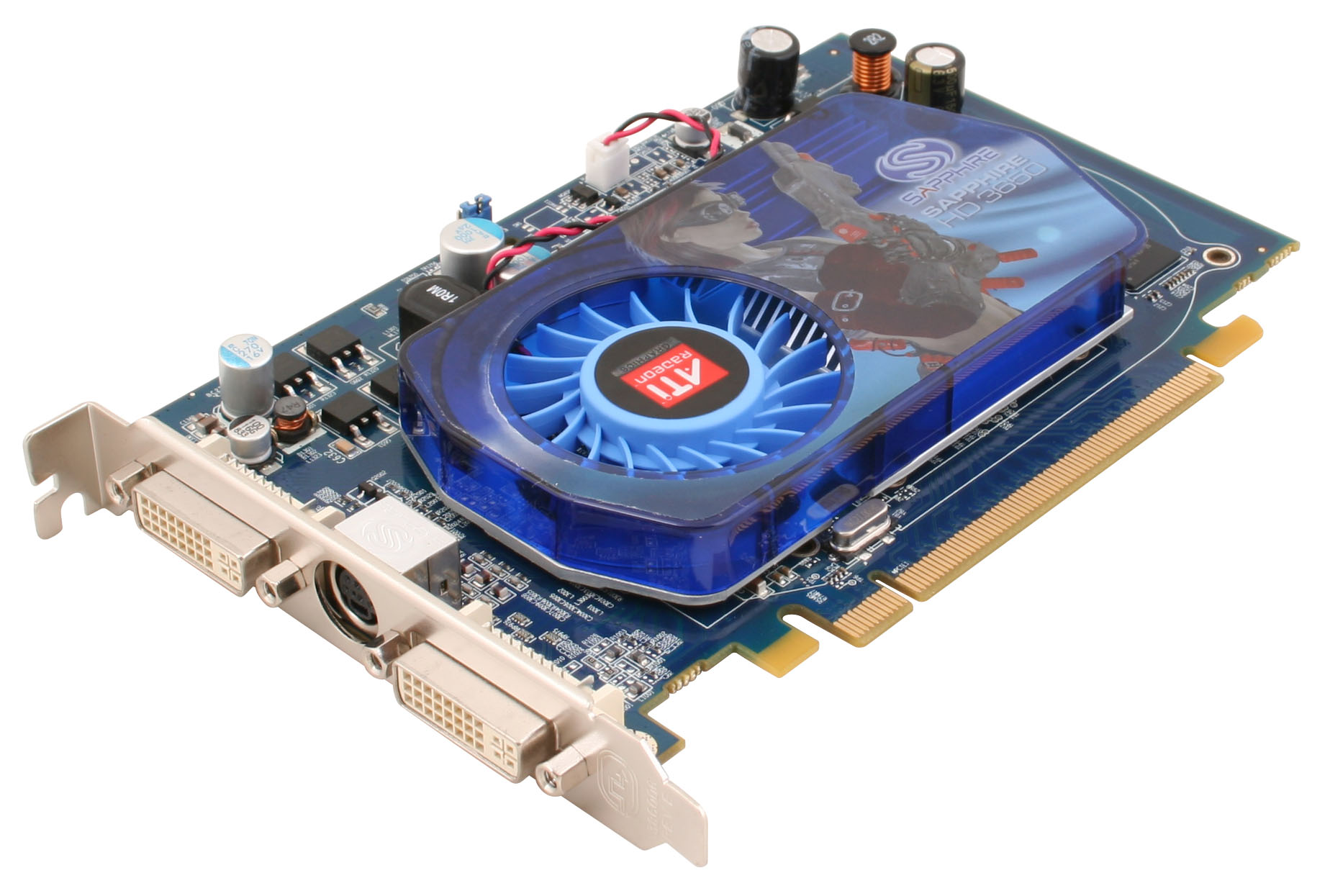
라데온 HD 3650
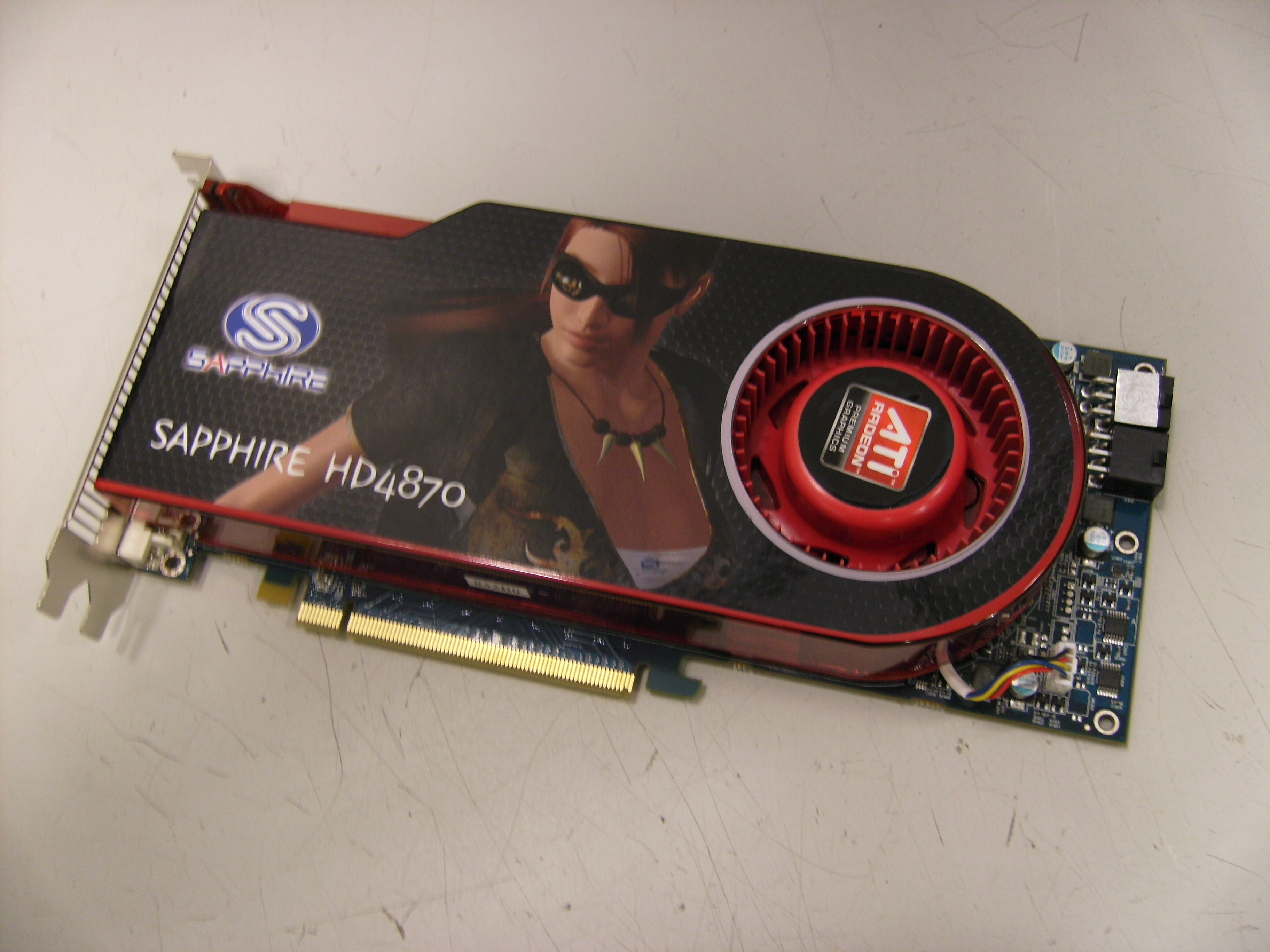
라데온 HD 4870
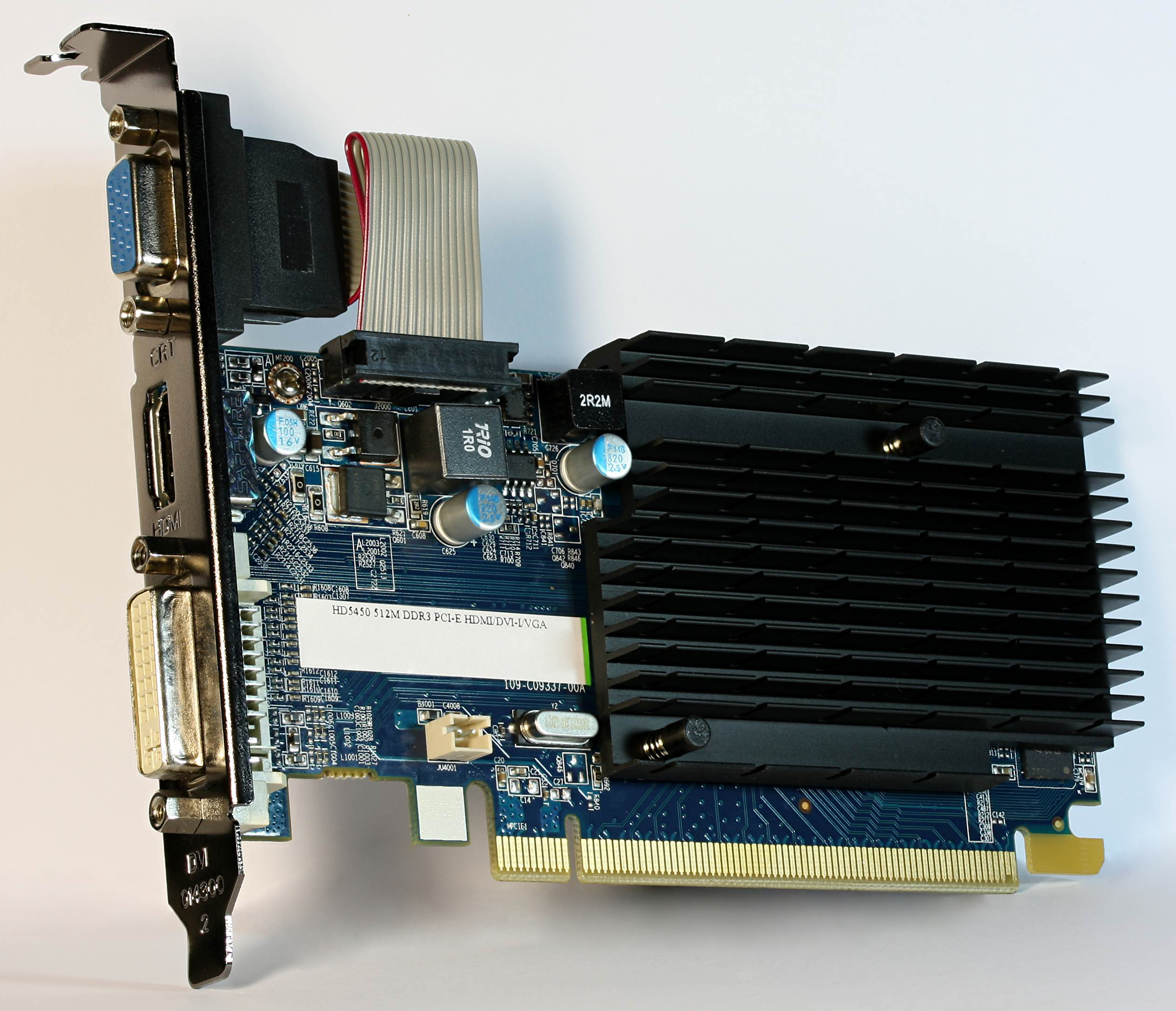
라데온 HD 5450
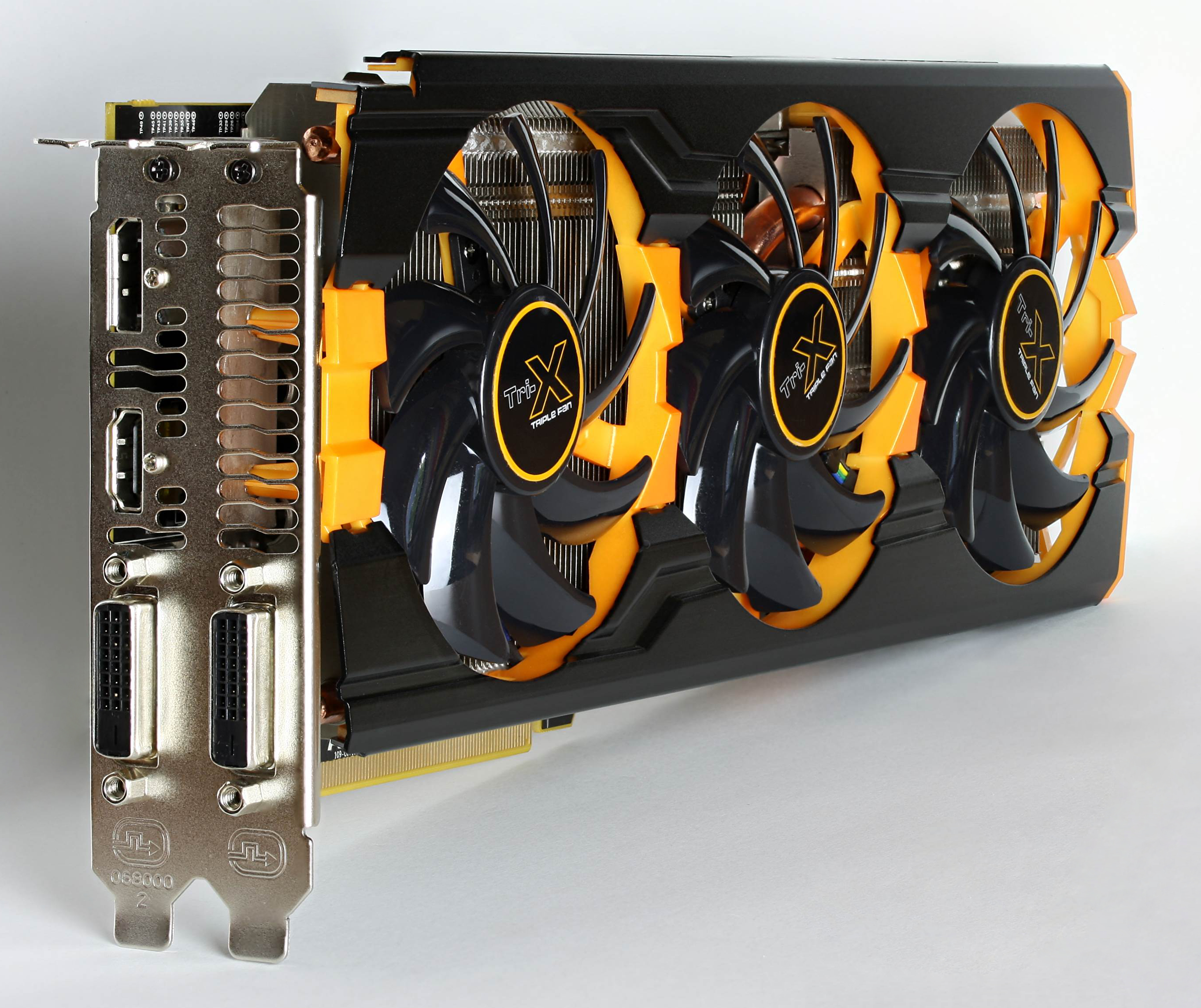
라데온 R9 290X